# Colorado goldrush

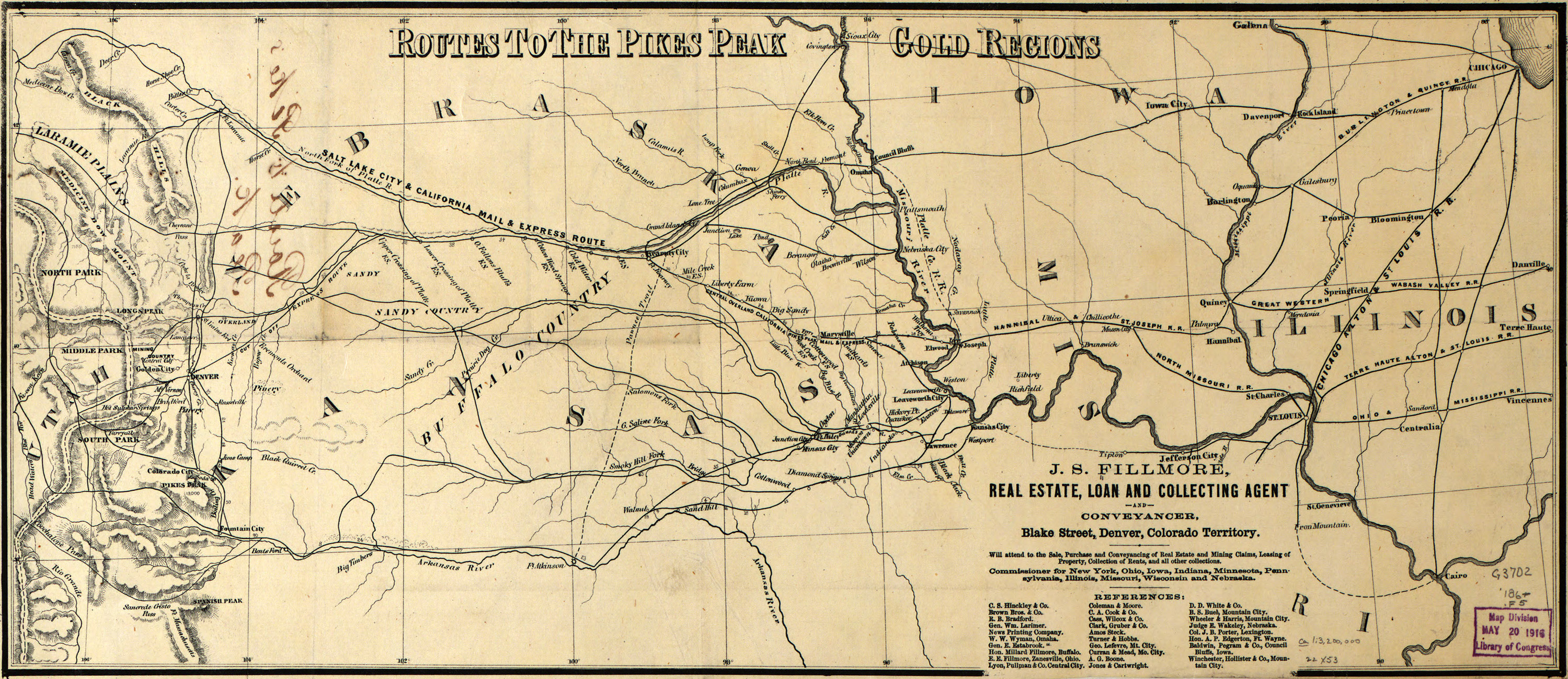
Kaart van de regio ca.1861

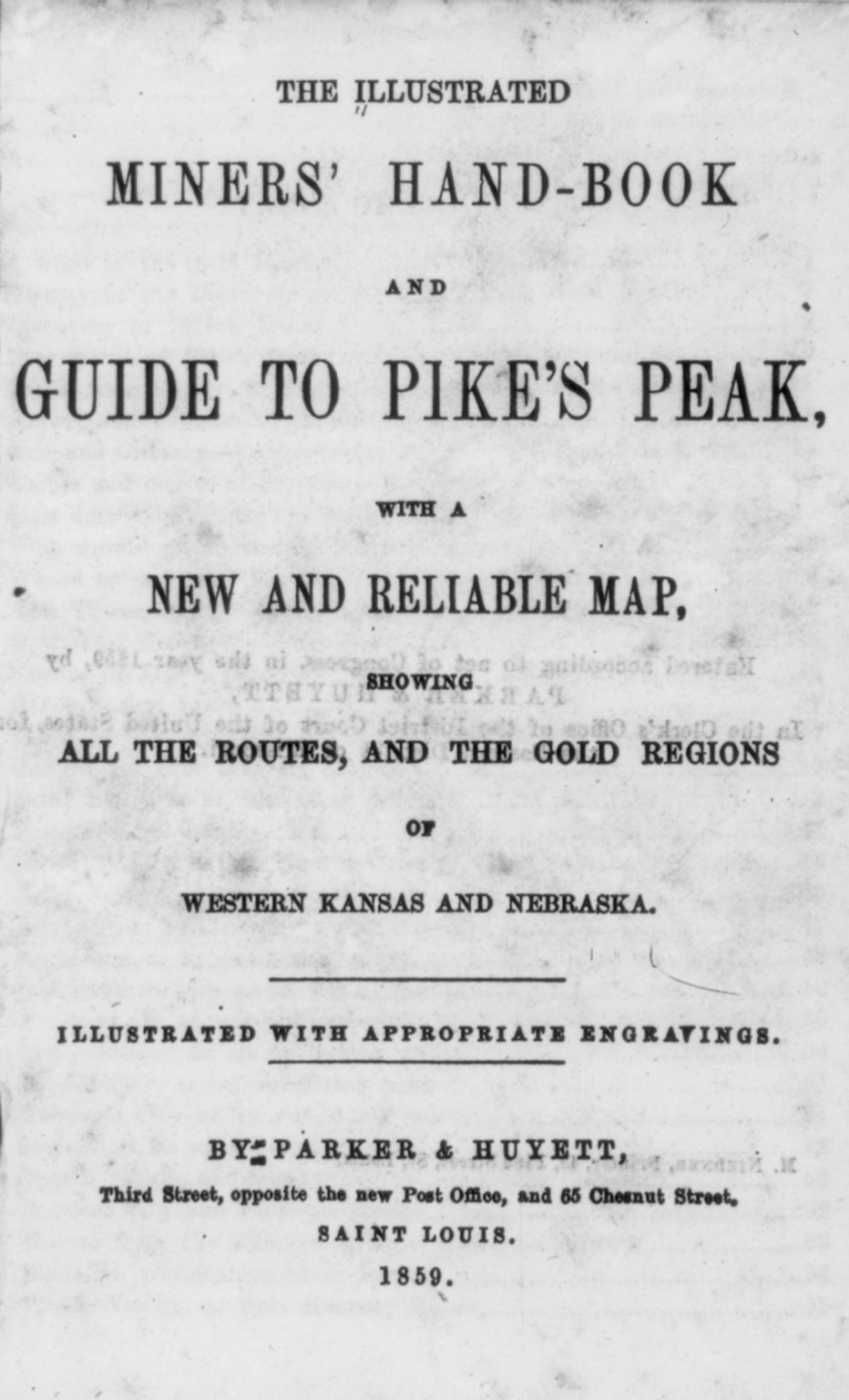
Handboek voor de goudzoeker

De Colorado goldrush of Pike's Peak Gold Rush vond plaats tussen 1858 en 1861 en was een van de goldrushes in de Verenigde Staten, ze kwam een decennium na de Californische goldrush. De ongeveer honderdduizend goudzoekers werden de fifty-Niners genoemd en hun slogan was Pike's Peak or Bust!.

## Achtergrond
In de jaren dertig van de negentiende eeuw had een Franse trapper ergens in de Rocky Mountains goud gevonden, maar vond de vindplaats later niet meer terug. Nadat de Californische goldrush was uitgedoofd, zochten gelukzoekers in de streek naar goud. In 1857 was het zo ver, langs de South Platte rivier had men goud gevonden, de goudkoorts brak uit, richting Pikes Peak, een wel gekende berg in die tijd. In 1860 ontstonden de steden Denver, Boulder en Golden.

## Kortstondig
Eenmaal de ondiepe aderen ontgonnen, ebde de interesse weg omdat hun samensmeltingsmolens geen goud konden winnen uit de diepere sulfide-ertsen. Dit probleem werd pas dertig jaar later opgelost en werd de goud- en zilverwinning in Colorado een belangrijke industrie.

## Vervolg
In 1861 werd het Colorado-territorium opgericht, met Colorado City als hoofdplaats.  Op 1 augustus 1876 werd Colorado de 38e staat van de Verenigde Staten. De ontdekking van een grote zilverertslaag in de buurt van Leadville in 1878, leidde tot de Colorado Silver Boom. De Sherman Silver Purchase Act van 1890 versterkte de zilvermijnbouw, maar de intrekking van het besluit in 1893 leidde tot de instorting van de mijnbouw en agrarische economie van de staat.